# Браћевац
Браћевац је насеље у Србији у општини Неготин у Борском округу. Према попису из 2022. у насељу је било 199 становника (према попису из 2011. има 335 становника (према попису из 2002. било је 533 становника)).
Браћевац је ратарско-сточарско насеље збијеног типа удаљено 23 km јужно од Неготина. Смештено је на 78 метара надморске висине, на обалама Браћевачке реке, десне притоке реке Тимок. Северна географска ширина насеља је 44° 04’ 02’’, источна географска дужина 22° 30’ 20’’, а површина атара 2.770 хектара. До овог насеља се може стићи асфалтним путем од Неготина преко Кобишнице, Вељкова, Рогљева и Рајца.

## Историја
На основу Пописа становништва у Видинском санџаку 1530. године Браћевац је имао 44 домаћинства груписана на пет места: Соколар, Презоревац, Кево, Браћевце и Градиште.
На атару данашњег Браћевца спомиње се у списима Видинског санџака 15. и 16. века постојање четири села: Бракефче, Киево, Ветрине и Соколар. Претпоставља се да су се током 16. и 17. века засеоци у непосредној близини Браћевца груписали у једно место на коме се село и данас налази.
Насеља Неготинске крајине припадала су двема нахијама, ФетхисламскојФетислам и Кривинској која је била мања и у којој се у Попису Видинског санџака 1530. и 1586. године помиње Браћевац, односно Браћевце.
Тежак живот под Турцима у Браћевцу је 1849. проузроковао буну против насилника звану „Пујин рат”, када су побуњеници покушали да се припоје СрбијиСрбија. Буна је угашена у крви, а 1850. захватила је још већи број села и проширила се до Видина. Ова буна позната као „Петков рат” однела је више од 500 људских живота, међу којима и неколико десетина Браћевчана.
До краја Првог светског рата ово село је припадало Бугарској. Према Нејском мировном уговору, који је закључен 1919. Браћевац и још осам прекотимочких села (Ковилово, Злокуће, Црномасница, Шипиково, Велики Јасеновац, Халово и Градсково) припојени су Краљевини Југославија. Браћевац је био једино село са српским матерњим језиком.
Насеље је подељено на Горњи и Доњи крај.
Заветина у насељу је Света Тројица, црквена слава је Спасовдан, док је црква посвећена Светој Тројици у насељу подигнута 1872. године.
Основна школа у насељу постоји од 1952. године, а данас ради као подручно одељење Основне школе „Момчило Ранковић” Рајац.
Браћевац има задружни дом (од 1949. године), електричну расвету (од 1949. године), здравствену станицу (од 1956. године), продавницу мешовите робе, асфалтни пут и телефонске везе са светом (од 1981. године).

## Демографија
Становништво Браћевца је српско (слави Св. Николу, Св. Аранђела, Св. Стевана, Св. Ђорђа, Св. Петку, Св. Срђа и Св. Јована) и углавном се бави ратарством, сточарством и виноградарством. Насеље је 1921. године имало 345 кућа и 2.500 становника, а 2002. године 320 кућа и 533 становника.
Према последњем попису из 2022. године у Браћевцу је живело 199 становника што је за 136 мање у односу на 2011. када је на попису било 335 становника. У насељу живи 187 пунолетних становника, а просечна старост становништва износи 59,93 година (55,57 код мушкараца и 63,82 код жена).
Према подацима пописа из 2022. у насељу има 111 домаћинства, а просечан број чланова по домаћинству је 1,79 а према истом попису у насељу има 357 стамбених јединица од којих је 132 насељених.
Ово насеље је великим делом насељено Србима (према попису из 2002. године).
|  |

| Демографија | Демографија | Демографија |
| Година      | Становника  | Становника  |
| ----------- | ----------- | ----------- |
| 1948.       | 1.794       |             |
| 1953.       | 1.764       |             |
| 1961.       | 1.627       |             |
| 1971.       | 1.337       |             |
| 1981.       | 1.037       |             |
| 1991.       | 744         | 744         |
| 2002.       | 533         | 533         |
| 2011.       | 335         |             |
| 2022.       | 199         |             |

| Етнички састав према попису из 2002.‍ | Етнички састав према попису из 2002.‍ | Етнички састав према попису из 2002.‍ | Етнички састав према попису из 2002.‍ | Етнички састав према попису из 2002.‍ |
| ------------------------------------ | ------------------------------------ | ------------------------------------ | ------------------------------------ | ------------------------------------ |
|                                      |                                      |                                      |                                      |                                      |
| Срби                                 | Срби                                 |                                      | 515                                  | 96,62%                               |
| Роми                                 | Роми                                 |                                      | 12                                   | 2,25%                                |
| Бугари                               | Бугари                               |                                      | 2                                    | 0,37%                                |
| Хрвати                               | Хрвати                               |                                      | 1                                    | 0,18%                                |
| Македонци                            | Македонци                            |                                      | 1                                    | 0,18%                                |
| Југословени                          | Југословени                          |                                      | 1                                    | 0,18%                                |
| непознато                            | непознато                            |                                      | 1                                    | 0,18%                                |

| \| \| м \| \| \| ж \| \| ? \| 1 \| \| \| 3 \| \| 80+ \| 26 \| \| \| 42 \| \| 75—79 \| 26 \| \| \| 29 \| \| 70—74 \| 38 \| \| \| 42 \| \| 65—69 \| 35 \| \| \| 39 \| \| 60—64 \| 26 \| \| \| 27 \| \| 55—59 \| 12 \| \| \| 24 \| \| 50—54 \| 11 \| \| \| 11 \| \| 45—49 \| 15 \| \| \| 12 \| \| 40—44 \| 10 \| \| \| 8 \| \| 35—39 \| 10 \| \| \| 4 \| \| 30—34 \| 7 \| \| \| 8 \| \| 25—29 \| 6 \| \| \| 4 \| \| 20—24 \| 6 \| \| \| 5 \| \| 15—19 \| 11 \| \| \| 4 \| \| 10—14 \| 5 \| \| \| 10 \| \| 5—9 \| 5 \| \| \| 4 \| \| 0—4 \| 6 \| \| \| 1 \| \| Просек : \| 57,2 \| \| \| 61,7 \| |      |  |  |      |
| |      |  |  |      |
| | м    |  |  | ж    |
| ? | 1    |  |  | 3    |
| 80+ | 26   |  |  | 42   |
| 75—79 | 26   |  |  | 29   |
| 70—74 | 38   |  |  | 42   |
| 65—69 | 35   |  |  | 39   |
| 60—64 | 26   |  |  | 27   |
| 55—59 | 12   |  |  | 24   |
| 50—54 | 11   |  |  | 11   |
| 45—49 | 15   |  |  | 12   |
| 40—44 | 10   |  |  | 8    |
| 35—39 | 10   |  |  | 4    |
| 30—34 | 7    |  |  | 8    |
| 25—29 | 6    |  |  | 4    |
| 20—24 | 6    |  |  | 5    |
| 15—19 | 11   |  |  | 4    |
| 10—14 | 5    |  |  | 10   |
| 5—9 | 5    |  |  | 4    |
| 0—4 | 6    |  |  | 1    |
| Просек : | 57,2 |  |  | 61,7 |

| Година пописа     | 1948. | 1953. | 1961. | 1971. | 1981. | 1991. | 2002. |
| ----------------- | ----- | ----- | ----- | ----- | ----- | ----- | ----- |
| Број домаћинстава | 428   | 428   | 419   | 390   | 350   | 293   | 238   |

| Број чланова      | 1  | 2  | 3  | 4  | 5  | 6 | 7 | 8 | 9 | 10 и више | Просек |
| ----------------- | -- | -- | -- | -- | -- | - | - | - | - | --------- | ------ |
| Број домаћинстава | 83 | 89 | 28 | 19 | 10 | 5 | 3 | 0 | 0 | 1         | 2,24   |

| Пол    | Укупно | Неожењен/Неудата | Ожењен/Удата | Удовац/Удовица | Разведен/Разведена | Непознато |
| ------ | ------ | ---------------- | ------------ | -------------- | ------------------ | --------- |
| Мушки  | 240    | 34               | 164          | 33             | 9                  | 0         |
| Женски | 262    | 11               | 166          | 74             | 11                 | 0         |
| УКУПНО | 502    | 45               | 330          | 107            | 20                 | 0         |

| Пол    | Укупно                    | Пољопривреда, лов и шумарство | Рибарство                            | Вађење руде и камена | Прерађивачка индустрија       |
| ------ | ------------------------- | ----------------------------- | ------------------------------------ | -------------------- | ----------------------------- |
| Мушки  | 90                        | 60                            | 0                                    | 0                    | 1                             |
| Женски | 74                        | 65                            | 0                                    | 0                    | 0                             |
| Укупно | 164                       | 125                           | 0                                    | 0                    | 1                             |
|        |                           |                               |                                      |                      |                               |
| Пол    | Производња и снабдевање   | Грађевинарство                | Трговина                             | Хотели и ресторани   | Саобраћај, складиштење и везе |
| Мушки  | 0                         | 6                             | 3                                    | 0                    | 5                             |
| Женски | 0                         | 1                             | 0                                    | 0                    | 2                             |
| Укупно | 0                         | 7                             | 3                                    | 0                    | 7                             |
|        |                           |                               |                                      |                      |                               |
| Пол    | Финансијско посредовање   | Некретнине                    | Државна управа и одбрана             | Образовање           | Здравствени и социјални рад   |
| Мушки  | 0                         | 0                             | 2                                    | 4                    | 4                             |
| Женски | 0                         | 0                             | 0                                    | 4                    | 2                             |
| Укупно | 0                         | 0                             | 2                                    | 8                    | 6                             |
|        |                           |                               |                                      |                      |                               |
| Пол    | Остале услужне активности | Приватна домаћинства          | Екстериторијалне организације и тела | Непознато            | Непознато                     |
| Мушки  | 0                         | 0                             | 0                                    | 5                    | 5                             |
| Женски | 0                         | 0                             | 0                                    | 0                    | 0                             |
| Укупно | 0                         | 0                             | 0                                    | 5                    | 5                             |